# Резолюция Генеральной Ассамблеи ООН 67/19
Резолюция Генеральной Ассамблеи ООН 67/19 — резолюция «Статус Палестины в Организации Объединённых Наций» принятая 26 ноября 2012 года на 67-й сессии Генеральной Ассамблеи ООН, и предоставившая делегации Палестины (ранее — Организации освобождения Палестины (ООП)) статус государства-наблюдателя в ООН.
Генеральная ассамблея ООН «предоставила Палестине статус государства-наблюдателя при Организации Объединённых Наций, не являющегося её членом, без ущерба для приобретенных прав, привилегий и роли Организации освобождения Палестина в Организации Объединённых Наций как представителя палестинского народа согласно соответствующим резолюциям и практике».
Резолюция принята в годовщину принятия Генеральной Ассамблеей резолюции № 181(II) решения о разделе подмандатной Палестины на арабское и еврейское государства. С 1974 года этот день отмечен ООН как Международный день солидарности с палестинским народом.
Резолюция была подана в ООН, несмотря на предупреждения Израиля о том, что такой шаг нарушает «Соглашения в Осло» (1993), в результате которых была создана реально существующая Палестинская национальная администрация (ПНА) и о том, что данный шаг ПНА только повредит достижению мира между сторонами. США и другие страны также заявили, что подачу заявки в ООН как способ достижения государственности — неправилен и вредит мирному процессу, считая, что только прямые переговоры между сторонами могут привести к той цели.
Резолюция была принята несмотря на многочисленные оценки этого шага как чисто символического. Новый статус Палестины приравнивает её к статусу Ватикана.

## Предыстория
В 1947 году руководство еврейского ишува резолюцию приняло, и в результате 15 мая 1948 года было создано государство Израиль. Руководство Лиги арабских государств и палестинских арабов резолюцию категорически отвергли и заявили, что приложат все усилия, чтобы помешать её реализации.
В сентябре 2010 года, выступая на саммите ООН, президент США Барак Обама заявил, что если удастся разрешить арабо-израильский конфликт, «независимое палестинское государство войдет в состав ООН».
В связи с предполагаемым намерением руководства ПНА обратиться в сентябре 2011 года к ООН с просьбой об одностороннем признании Государства Палестина, десятки израильских юристов призвали Генерального секретаря ООН отклонить её, поскольку такое «признание полностью идет вразрез как с соглашениями, подписанными до сегодняшнего дня между ООП и Израилем, а также представителями ООН, США, ЕС, России, Норвегии, Иордании и Египта, так и с резолюциями 242 (1967) и 338 (1973), принятыми Советом Безопасности ООН».
23 сентября 2011 г. лидер ПНА Махмуд Абас передал генсекретарю ООН Пан Ги Муну официальную заявку на вступление Государства Палестина в ООН в качестве полноправного члена. Совет Безопасности ООН такое решение не поддержал, и в сентябре 2012 г. руководство ПНА обратилось к Генеральной Ассамблее ООН с просьбой о признании ПНА «государством-наблюдателем».

## Результаты голосования
| Голос         | Количество | Участники |
| За            | 138        | Австрия, Азербайджан, Алжир, Ангола, Антигуа и Барбуда, Аргентина, Армения, Афганистан, Бангладеш, Бахрейн, Белиз, Белоруссия, Бельгия, Бенин, Боливия, Ботсвана, Бразилия, Бруней, Буркина-Фасо, Бурунди, Бутан, Венесуэла, Вьетнам, Габон, Гайана, Гамбия, Гана, Гвинея, Гвинея-Бисау, Гондурас, Гренада, Греция, Грузия, Дания, Доминика, Доминиканская Республика, Джибути, Египет, Замбия, Зимбабве, Индия, Индонезия, Иордания, Ирак, Иран, Ирландия, Исландия, Испания, Италия, Йемен, Кабо-Верде, Казахстан, Камбоджа, Катар, Кения, Кипр, Китай, Коморы, Республика Конго, Корейская Народно-демократическая республика, Коста-Рика, Кот-д’Ивуар, Куба, Кувейт, Кыргызстан, Лаос, Лесото, Ливан, Ливийская Арабская Джамахирия, Лихтенштейн, Люксембург, Маврикий, Мавритания, Малайзия, Мали, Мальдивы, Мальта, Марокко, Мексика, Мозамбик, Мьянма, Намибия, Непал, Нигер, Нигерия, Никарагуа, Новая Зеландия, Норвегия, Объединённые Арабские Эмираты, Оман, Пакистан, Перу, Португалия, Россия, Сальвадор, Сан-Томе и Принсипи, Саудовская Аравия, Свазиленд, Сейшельские Острова, Сенегал, Сент-Винсент и Гренадины, Сент-Китс и Невис, Сент-Люсия, Сербия, Сирия, Соломоновы Острова, Сомали, Судан, Суринам, Сьерра-Леоне, Таджикистан, Таиланд, Танзания, Тимор-Лешти, Тринидад и Тобаго, Тувалу, Тунис, Туркменистан, Турция, Уганда, Узбекистан, Уругвай, Филиппины, Финляндия, Франция, Центральноафриканская Республика, Чад, Чили, Швейцария, Швеция, Шри-Ланка, Эквадор, Эритрея, Эфиопия, Южно-Африканская республика, Южный Судан, Ямайка, Япония |
| Против        | 9          | Израиль, Канада, Маршалловы острова, Микронезия, Науру, Палау, Панама, Соединённые Штаты Америки, Чехия |
| Воздержались  | 41         | Австралия, Албания, Андорра, Багамы, Барбадос, Болгария, Босния и Герцеговина, Вануату, Великобритания, Венгрия, Гаити, Гватемала, Германия, Камерун, Колумбия, Демократическая республика Конго, Республика Корея, Латвия, Литва, Республика Македония, Малави, Молдавия, Монако, Монголия, Нидерланды, Папуа — Новая Гвинея, Парагвай, Польша, Руанда, Румыния, Самоа, Сан-Марино, Сингапур, Словакия, Словения, Того, Тонга, Фиджи, Хорватия, Черногория, Эстония |
| Отсутствовали | 5          | Кирибати, Либерия, Мадагаскар, Экваториальная Гвинея, Украина |

## Оценки
Руководство Израиля и ряд других источников считают решение руководства ПНА обратиться в ООН в обход переговоров между сторонами прямым нарушением «Соглашений Осло», в результате которых была создана сама ПНА, и согласно которым вопрос о независимости нового государства «должен решаться исключительно на мирных переговорах между официальными представителями двух народов», и объясняют его стремлением Махмуда Аббаса улучшить шаткое положение на внутриполитической арене, где ФАТХ значительно проигрывает ХАМАСу.
Руководство Израиля считает, что ПНА практически отказалась от продолжения прямых переговоров между сторонами, сделав ставку, на односторонние шаги с целью достичь повышения статуса ПНА без каких-либо уступок со своей стороны. МИД Израиля также отмечает, что вместо борьбы с террором, руководство ПНА прославляет террористов и ведет антиизраильскую пропаганду на международной арене.
Руководители ведущих политических партий Израиля осудили содержание речи Махмуда Аббаса на Генеральной ассамблеи ООН, назвав её:
- «возмутительной и искажающей историю» (лидер оппозиции Шели Яхимович),
- «выступление, полное клеветы, лишь подтверждает тот факт, что пока Махмуд Аббас стоит во главе палестинцев, он не принесет своему народу никакого прогресса, а будет использовать его для удовлетворения личных интересов. Махмуд Аббас навлечет на палестинцев только лишние страдания, отдалив возможность мирного урегулирования» (министр иностранных дел Авигдор Либерман).

Канцелярия премьер-министра Израиля заявила, что «речь идет о бессмысленном шаге, который не повлечет за собой никаких изменений».
Ранее премьер-министр Израиля Биньямин Нетаньяху заявил, что:
Палестинское государство не будет создано без признания палестинцами права Израиля на существование, как еврейского государства, оно не будет создано без получения Израилем гарантий завершения конфликта, и оно не будет создано без обеспечения полной безопасности нашей страны.
Ряд экспертов также считают, что данное решение Генеральной ассамблеи ООН не будет способствовать реальному превращению ПНА в государство. Об этом же ранее предупреждали руководство ПНА привлечённые ею же эксперты в своем докладе, подготовленном к ходе подготовки к подаче ПНА просьбы о предоставлении ей статуса государства — полноценного члена ООН в сентябре 2011 года: «одностороннее провозглашение независимости через обращение в ООН в сентябре скорее навредит палестинцам».
Бывший премьер-министр Израиля Эхуд Ольмерт поддержал резолюцию.